# Plataforma de satélite

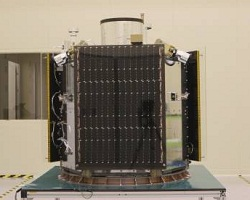
Satélite baseado na plataforma
Sul-Coreana SI-200.

Uma plataforma de satélite ou plataforma de espaçonave é um modelo genérico de plataforma básica sobre a qual satélites, sondas espaciais ou espaçonaves são produzidos quase que "em série". A plataforma, é a infraestrutura da espaçonave, geralmente propiciando suportes físicos para as suas cargas úteis que podem ser as mais variadas.
Os satélites derivados de plataformas padrão são opostos aos satélites específicos que são especialmente produzidos para determinado fim. Os satélites derivados de plataformas são geralmente personalizados de acordo com os requisitos do cliente, por exemplo, com sensores ou transponders especializados, a fim de cumprir uma missão específica.
Plataformas padronizadas podem ser usadas para qualquer tipo de satélite, mas são mais comuns em satélites geoestacionários e satélites de comunicação.